# (79144) Cervantes
(79144) Cervantes es un asteroide perteneciente al cinturón de asteroides, región del sistema solar que se encuentra entre las órbitas de Marte y Júpiter, más concretamente a la familia de Barcelona, descubierto el 2 de febrero de 1992 por Eric Walter Elst desde el Observatorio de La Silla, Chile.

## Designación y nombre
Designado provisionalmente como 1992 CM3. Fue nombrado Cervantes en homenaje al escritor español Miguel de Cervantes, reconocido mundialmente por ser el autor de Don Quijote de la Mancha. También escribió ocho bocetos cómicos conocidos como Entremeses, donde introdujo elementos novelísticos, contando imágenes de la vida cotidiana de su tiempo. Su primer trabajo importante fue La Galatea.

## Características orbitales
Cervantes está situado a una distancia media del Sol de 2,638 ua, pudiendo alejarse hasta 3,517 ua y acercarse hasta 1,759 ua. Su excentricidad es 0,333 y la inclinación orbital 29,05 grados. Emplea 1565,44 días en completar una órbita alrededor del Sol.

## Características físicas
La magnitud absoluta de Cervantes es 14,1. Tiene 4,396 km de diámetro y su albedo se estima en 0,276. 